# 陳英 (成化進士)
陳英（1438年—？），字廷賢，浙江寧波府鄞縣人，民籍。明朝政治人物。進士出身。

## 生平
浙江鄉試第六十三名。成化八年（1472年）壬辰科會試第七十三名，殿試登進士第三甲第八十九名。

## 家族
曾祖父陳簡文。祖父陳處邦。父亲陳鍔。